# Ion Storm
Ion Storm byla americká společnost tvořící počítačové hry. Společnost založili 15. listopadu 1996 John Romero, Tom Hall, Jerry O'Flaherty a Todd Porter. Proslula svým sloganem "Design is Law" (Design je zákon). Již od svého založení v roce 1996 se firma díky silnému složení vývojářského týmu stala populární značkou slibující projekty vysoké kvality. Navzdory nesporným kvalitám vývojářského týmu se společnost dopustila během svého působení několika výrazných marketingových chyb, pozdních vydání i manažerských selhání. Vzestup i pád této herní společnosti je zaznamenán mimo jiné v knize Masters of Doom od Davida Kushnera.
První dva jmenovaní předtím působili ve společnosti id Software. Společnost vytvořila počítačové hry Daikatana, Anachronox a Doppelganger, která byla později zrušena a nahrazena Dominion: Storm Over Gift 3.
Daikatana a Anachronox byly původně vyvíjeny na Quake enginu, ale později byly předělány na Quake II engine. Po několika odkladech byla Daikatana vydána v roce 2000 a Anachronox vyšel v roce 2001. Poté společnost opustili John Romero a Tom Hall. Ta byla vlastníkem, Eidos Interactive, zrušena o čtyři a půl roku později.